# Frontera entre el Sudan del Sud i la República Centreafricana
La frontera entre el Sudan del Sud i la República Centreafricana és la línia fronterera de 682 kilòmetres, en sentit NO-SE entre la República Centreafricana i el Sudan del Sud. Comença al nord al trifini d'ambdós estats amb el Sudan i va fins al sud fins al trifini entre ambdós estats amb la República Democràtica del Congo. Separa, de nord a sud, els estats sudanesos del sud de Bahr al-Ghazal de l'oest i Equatòria Occidental de les prefectures administratives centreafricanes de Vakaga, Haute-Kotto i Haut-Mbomou.

## Formació
La República Centreafricana era l'antiga colònia francesa d'Ubangui-Chari (1905), que fou juntada al Gabon i el Congo, formant l'Àfrica Equatorial Francesa el 1910. El 1960 esdevingué un estat independent. Per la seva banda, el Sudan del Sud formà part de l'antic Sudan Angloegipci i en 1958 del Sudan independent fins que el 2011 es va independitzar.